# Julian Tudor Hart
Alan Julian Macbeth Tudor Hart (Londres, Inglaterra; 9 de marzo de 1927 - 1 de julio de 2018) fue un destacado médico, sociólogo y escritor británico. Estudió medicina en las Universidades de Cambridge y Londres. Trabajó durante 30 años como médico general en Glyncorrwg, West Glamorgan (Gales). Además, fue defensor del Servicio Nacional de Salud y del socialismo, miembro activo de la Socialist Health Association (Asociación Socialista de Salud del Reino Unido).

## Biografía
Julian Tudor Hart nació en Londres, en el Hampstead General Hospital, el 9 de marzo de 1927. Sus padres fueron la doctora Alison Macbeth y el doctor Alexander Tudor Hart. Se educó en los colegios King Alfred y Dartington Hall en Inglaterra, y en el Pickering College de Ontario, Canadá. Se graduó por el Queens College de Cambridge y el St. Georges Hospital de Londres en 1952. Ocupó cargos subalternos en los hospitales generales Kettering y Watford, y luego ejerció como médico general en Londres durante cinco años. Volvió a más puestos subalternos en el Royal Postgraduate Medical School de Hammersmith y en el Central Middlesex Hospital, seguidos de dos años en la investigación epidemiológica en el Medical Research Council (MRC) (Consejo de Investigación Médica); al principio, al mando de sir Richard Doll, y luego con Archie Cochrane en la Unidad de Epidemiología del MRC en Llandough, en el estudio de la neumoconiosis.
En 1961 regresó a la práctica de la medicina general en el pueblo minero de carbón de Glyncorrwg, cerca de Port Talbot. Desde 1968 en adelante organizó la investigación epidemiológica y de la población independiente de las innovaciones orientadas al servicio. Aquí tuvo como compañero de trabajo al Dr. Brian Gibbons, quien más tarde fue ministro de Salud de Gales.
De 1974 a 1992 su equipo de investigación, encabezado por su esposa Mary Thomas, fue apoyado por el MRC Epidemiology & Medical Care Unit en Northwick Park, y desde 1985 hasta 1992 fue miembro por cuenta ajena de MRC Scientific Staff. 
Desde su retiro laboral, en 1992, colaboró temporalmente como profesor adjunto en el Wales Institute for Health Care de la Universidad de Glamorgan, Pontypridd, y como research fellow en la Universidad de Gales, Swansea.
En la escuela leía ampliamente a Marx y a Engels desde los 15 años. Desde entonces se mantuvo como marxista; una elección que determinó el rumbo de su carrera. A los 18 años se afilió al Partido comunista, al que renunció en 1956 tras el alzamiento de Budapest, pero regresó cuando se trasladó al sur de Gales en 1960. Fue elegido dos veces por el Partido Comunista al Glyncorrwg Urban District Council, se postuló sin lograrlo en dos ocasiones al Parlamento por la circunscripción de Aberavon, y sirvió durante 15 años en el Comité de Gales y en el Comité Asesor Nacional de Salud del Partido. Renunció por última vez en 1978 al Partido Comunista, y se unió al Partido Laborista en 1981, del que fue miembro activo. Se unió a la Socialist Health Association (SHA) (Asociación de Salud Socialista) por entonces llamada Asociación Médica Socialista en 1946, y fue su presidente de 1997 a 1999. También fue presidente de la SHA de Gales. 
En 2006 fue galardonado con el Premio Discovery por el Real Colegio de Médicos Generales del Reino Unido como «un médico general que ha capturado la imaginación de generaciones de médicos de cabecera con su investigación de vanguardia. 
Su consulta en Glyncorrwg, País de Gales, fue el primero en el Reino Unido para ser reconocido como una práctica de investigación, puesta a prueba muchos de Investigación Médica de estudios del Consejo. También fue el primer médico en medir de manera rutinaria la presión arterial de cada paciente y como resultado fue capaz de reducir la mortalidad prematura en pacientes de alto riesgo en su práctica en un 30 %». Graham Watt, catedrático de Medicina General de la Universidad de Glasgow, propuso al Dr. Tudor Hart para el premio del NHS. Watt, dijo: «Sus ideas y el ejemplo impregnan la medicina general moderna y se mantiene en la vanguardia del pensamiento y la práctica relativas a la mejora de la salud en atención primaria. Sus trabajos sobre la hipertensión demostraron que registros de alta calidad, el trabajo en equipo y la auditoría son las claves para la mejora de la salud. Su compromiso de por vida a las tareas diarias de una medicina general siempre ha dado su trabajo y ve una relevancia y credibilidad con sus compañeros médicos generales. Julian Tudor Hart ha sido y seguirá siendo una inspiración para los profesionales de la salud y las comunidades que servimos».

## Obras
Fue autor de 7 libros y más de 260 artículos científicos e impartió numerosas conferencias a nivel nacional e internacional.
Su obra incluye artículos sobre el manejo de la hipertensión arterial, y en la organización de los servicios de salud. En su más influyente artículo, «La ley de cuidados inversos», publicado en la revista The Lancet en 1971 afirma: «La disponibilidad de una buena atención médica tiende a variar inversamente con la necesidad de la población asistida. Esta ley, de cuidados inversos, funciona de manera más completa, cuando la atención médica está más expuesta a las fuerzas del mercado, y menos cuando dicha exposición se reduce».
Su libro más reciente, La economía política de la sanidad. Una perspectiva clínica, explora cómo el NHS podría ser reconstituido como un servicio humano para todos (en lugar de beneficiar a unos pocos) y una influencia civilizadora para la sociedad en su conjunto. El libro ofrece «una visión global» para los estudiantes, académicos, profesionales de la salud y los usuarios del NHS que Tudor Hart espera inspire a desafiar las sabidurías recibidas acerca de cómo el NHS se debe desarrollar en el siglo XXI.
Hart enumera las 9 características fundacionales del Servicio Nacional de Salud del Reino Unido, que son distintivas y esenciales:
- 1. Un servicio nacional unido dedicado directa e indirectamente a la atención, plenamente disponible para todos los ciudadanos.
- 2. Una economía como regalo para todos, financiada por los impuestos generales, de los cuales el componente mayor sea el impuesto de la renta.
- 3. Sus aportaciones más importantes y los procesos de interacción personal entre los ciudadanos y profesionales.
- 4. Sus productos son potencialmente medibles como beneficios de salud para toda la población.
- 5. Su personal y las unidades que la componen no se esperaba que compitieran por la cuota de mercado, sino que cooperaran para maximizar un servicio útil.
- 6. La continuidad es fundamental para su eficiencia y eficacia.
- 7. A su personal local y las poblaciones locales creían que era el propietario de la moral y la lealtad a las unidades de barrio del NHS.
- 8. Ninguna de sus decisiones y algunos de sus procedimientos podrían ser plenamente normalizados. Todas las decisiones implican cierto grado de incertidumbre y duda. Eran por lo tanto inadecuados para formar los productos básicos, ya sea personal o para la venta de contratos a largo plazo.
- 9. El NHS es una economía intensiva en mano de obra. Cada nueva tecnología de diagnóstico o terapéutica genera nuevas necesidades de personal más cualificado capaz de controlar e interpretar el trabajo de las máquinas y traducirlas en términos humanos.

## Publicaciones

### Artículos de investigación
Destacan: 
- Hart, J. T. «Semicontinuous screening of a whole community for hypertension.» Lancet. 1970; 2:223-6.
- Hart, J. T. «The Inverse Care Law.» Lancet. 1971; i:405-12.
- Hart, J. T. «Milroy Lecture: the marriage of primary care and epidemiology: continuous anticipatory care of whole populations in a state medical service.» Journal of the Royal College of Physicians of London. 1974; 8:299-314.
- Hart, J. T. «Management of high blood pressure in general practice. Butterworth Gold Medal essay.» Journal of the Royal College of General Practitioners. 1975; 25:160-92.
- «The Black Report: a challenge to politicians.» Lancet. 1982;i:35-7.
- Hart, J. T. Measurement of omission. British Medical Journal. 1982; 284:1686-9.
- Watt, G. C. M., Foy, C. J. W., Hart, J. T. «Comparison of blood pressure, sodium intake, and other variables in offspring with and without a family history of high blood pressure.» Lancet. 1983; i:1245-8.
- Watt, G. C. M., Foy, C. J. W., Hart, J. T., Bingham, G., Edwards, C., Hart, M., Thomas, E., Walton, P. «Dietary sodium and arterial blood pressure: evidence against genetic susceptibility.» British Medical Journal. 1985; 291:1525-8.
- Hart, J. T. «Practice nurses: an underused resource.» British Medical Journal. 1985; 290:1162-3.
- Hart, J. T. «Wheezing in young children: problems of measurement and management.» J R Coll Gen Pract. 1986; 36:78-81.
- Hart, J. T., Humphreys C. «Be your own coroner: an audit of 500 consecutive deaths in a general practice.» British Medical Journal. 1987; 294:871-4.
- Hart, J. T. «Primary medical care in Spain.» British Journal of General Practice. 1990; 40(335):255-8.
- Hart, J. T., Thomas, C., Gibbons, B., Edwards, C., Hart, M., Jones, J., Jones, M., Walton, P. «Twenty five years of case finding and audit in a socially deprived community.» BMJ. 1991; 302:1509-13.
- Hart, J. T. «Two paths for medical practice.» The Lancet. 1992; 340
- Hart. J. T. «Rule of halves: implications of increasing diagnosis and reducing dropout for future workload and prescribing costs in primary care.» Br J Gen Pract. 1992; 42(356):116-9.
- Hart, J. T., Edwards, C., Haines, A. P., Hart, M., Jones, J., Jones, M., Watt, G. C. M. «High blood pressure screen-detected under 40: a general practice population followed for 21 years.» British Medical Journal. 1993; 306:437-40.
- Hart, J. T. «Clinical and economic consequences of patients as producers.» Journal of Public Health Medicine. 1995; 17:383-6.
- Hart, J. T., Dieppe, P. «Caring effects.» Lancet. 1996; 347:1606-8
- Hart, J. T. «Our feet set on a new path entirely: To the transformation of primary care and partnership with patients» (editorial). British Medical Journal. 1998; 317:1-2.
- Hart, J. T. «Thoughts from an old GP.» Lancet. 1998; 352:51-2
- Hart, J. T. «The National Health Service as precursor for future society.» 2002
- Hart, J. T. Reprints and Reflections: «Commentary: a very Fabian dilemma. [George Bernard Shaw’s Doctor’s Dilemma].» International Journal of Epidemiology. 2003; 32:916-7.

### Libros
- Hart JT. The National Health Service: in England and Wales. Communist Party of Great Britain; 1970.

- Hart JT, Communist Party of Great Britain.The National Health Service in England and Wales: a marxist perspective. London Health Students Branch. Research and Study Group, Marxists in Medicine; 1971.

- Hypertension: Community control of high blood pressure. First edition. 1980.

- Hart JT. An exchange of letters: hospital referrals. MSD Foundation; 1985.

- A new kind of doctor: the general practitioner’s part in the health of the community. London: Merlin Press; 1988.

- Hart JT, Stilwell B, Gray M. Prevention of coronary heart disease and stroke: a workbook for primary care teams. Faber; 1988.

- Hart JT, Pickering G. Hipertensión: su control en la comunidad. Doyma; 1989.

- Hypertension: community control of high blood pressure. Third edition. Oxford: Radcliffe Medical Press; 1993.

- Feasible Socialism: National Health Service past, present and future. London: Socialist Health Association; 1994 Archivado el 25 de enero de 2010 en Wayback Machine.

- Going for Gold: a new approach to primary medical care in the South Wales valleys. Swansea: Socialist Health Association; 1997.

- Going to the doctor. In: Cooter R, Pickstone J (eds). Medicine in the 20th Century. Amsterdam: Harwood Academic Publishers; 2000. p.543-58.

- Hart JT, Savage W, Fahey T. High Blood Pressure at Your Fingertips: The Comprehensive and Medically Accurate Manual on How to Manage Your High Blood Pressure. McGraw-Hill Australia; 2003.

- What you need to know in nine pages. In: Fahey T, Murphy D, Hart JT. High Blood Pressure. Except from High Blood Pressure at your fingertips. Third edition: London: Class Publishing; 2004.

- Hart JT. Storming the Citadel: from romantic fiction to effective reality. In: Michael PF, Webster C (eds). Health and Society in Twentieth Century Wales. University of Wales Press; 2006. p.208-15.

- Hart JT. The Political Economy of Health Care: A clinical perspective. Bristol: Policy Press; 2006.

- Hart JT. La economía política de la sanidad. Una perspectiva clínica. Madrid: Ediciones GPS Madrid; 2009.

- Hart JT. The political economy of health care: Where the NHS came from and where it could lead (2ª ed). Bristol: Policy Press; 2010. (enlace roto disponible en Internet Archive; véase el historial, la primera versión y la última).